# A Rowboat Romance
A Rowboat Romance é um curta-metragem mudo norte-americano de 1914, do gênero comédia, dirigido por Roscoe Arbuckle.

## Elenco
- Fatty Arbuckle
- Slim Summerville
- Mack Swain
- Josef Swickard